# Teallit
Teallit ist ein selten vorkommendes Mineral aus der Mineralklasse der „Sulfide und Sulfosalze“ mit der chemischen Zusammensetzung PbSnS2 und damit chemisch gesehen ein Blei-Zinn-Sulfid.
Teallit kristallisiert im orthorhombischen Kristallsystem und findet sich meist in Form von blättrig ausgebildeten Kristallaggregaten von bis zu wenigen Zentimetern Größe. Das Mineral ist in jeder Form undurchsichtig (opak) und zeigt auf der Oberfläche der bleigrauen Körner einen metallischen Glanz, wobei es häufig matt oder irisierend anläuft. Poliert erscheint Teallit hingegen weiß mit einem leichten Gelbstich.

## Etymologie und Geschichte
Beschrieben wurde Teallit erstmals aus dem Santa-Rosa-Gang der gleichnamigen Grube im Monserrat-Antequera-Bergbaudistrikt bei Pazña im Departamento Oruro in Bolivien. Benannt wurde das Mineral nach dem Geologen und ehemaligen Generaldirektor des Geological Survey of Great Britain and Ireland Sir Jethro Justinian Harris Teall. Er war seit 1889 Träger der Bigsby Medal und erhielt 1905 außerdem die Wollaston-Medaille.

## Klassifikation
In der alten Systematik der Minerale nach Strunz (8. Auflage) wurde Teallit noch ungenau klassifiziert in die Abteilung „Sulfide mit dem Stoffmengenverhältnis Metall : Schwefel, Selen, Tellur = 1 : 1“ einsortiert, wo er zusammen mit Herzenbergit die Herzenbergit-Reihe innerhalb der „PbS-Typen und Verwandten“ bildete.
Seit der 9. Auflage der Strunz’schen Mineralsystematik gehört das Mineral zur Abteilung der „Metallsulfide, M : S = 1 : 1 (und ähnliche)“ und dort zur Unterabteilung „mit Zinn (Sn), Blei (Pb), Quecksilber (Hg) usw.“. Es bildet dort zusammen mit Herzenbergit die Herzenbergitgruppe.
Die Systematik der Minerale nach Dana ordnet den Teallit ebenfalls in die Klasse der Sulfide und dort als bisher einziges Mitglied in die noch unbenannte „Gruppe 02.09.10“ innerhalb der Abteilung der „Sulfide – einschließlich Selenide und Telluride – mit der Zusammensetzung AmBnXp, mit (m+n):p=1:1“ ein.

## Kristallstruktur
Teallit kristallisiert im orthorhombischen Kristallsystem in der Raumgruppe Pbnm (Raumgruppen-Nr. 62, Stellung 3) mit den Gitterparametern a = 4,26, b = 11,41 und c = 4,09 Å sowie zwei Formeleinheiten pro Elementarzelle.

## Bildung und Fundorte
Teallit bildet sich durch hydrothermale Vorgänge in sulfidischen Blei- und Zinn-haltigen Erzgängen, die an Orogene im Bereich von Subduktionszonen gebunden sind. Begleitminerale sind unter anderem Wurtzit, Quarz, Kassiterit, Franckeit und Arsenopyrit.
Als seltene Mineralbildung ist Teallit nur wenig verbreitet. Als bekannt gelten bisher (Stand 2020) weniger als 40 Fundorte. Neben seiner Typlokalität, der Santa-Rosa-Grube im Monserrat-Antequera-Bergbaudistrikt bei Pazña im Departamento Oruro trat das Mineral in Bolivien in den Departamentos Oruro und Potosí noch an 20 weiteren Fundorten auf. Weitere zwei Fundstellen liegen im benachbarten argentinischen Departamento Rinconada in der Oploca-Mine innerhalb der Silber- und Zinnlagerstätte Pirquitas.
In Europa fand sich das Mineral im nordtschechischen Radvanice v Čechách in der dortigen Steinkohle-Grube Kateřina (Region Königgrätz) sowie in den Gold-, Silber-, Kupfer- und Quecksilberlagerstätten beim südostslowakischen Dorf Hnilec (Landschaftsverband Kaschau) am gleichnamigen Fluss und außerdem in den Kupferbergwerken nahe der Kleinstadt Bălan im rumänischen Kreis Harghita in Siebenbürgen. Weiterhin ist die Binneninsel Pahasaari bei Savonlinna in der südostfinnischen Landschaft Südsavo als Fundort für Teallit innerhalb eines Batholiths bekannt.
Weltweit fand sich das Mineral zudem an mehreren Fundorten in Südost-China sowie im australischen New South Wales in der Wallah-Wallah-Silbermine und auf Tasmanien in der Mount-Bischoff-Mine (Waratah-Wynyard). Weitere Fundstellen sind die Toyoha-Mine bei Sapporo auf der japanischen Insel Hokkaidō, die grönländische Kryolith-Lagerstätte bei Ivigtut in der Kommuneqarfik Sermersooq und der Nenzel Hill im Rochester-Bergbau-Distrikt, Pershing County in Nevada, Vereinigte Staaten.

## Verwendung
Aufgrund seiner Seltenheit ist Teallit als Zinn- und Bleierz weltweit von untergeordneter Bedeutung. In der Carguaicollo-Mine im Departamento Potosí, Bolivien ist es jedoch das Haupterz für die Zinngewinnung.
Stufen des Minerals sind heute vor allem bei Sammlern begehrt.